# Gioco dell'oca
Il gioco dell'oca è un tipo di gioco di percorso in cui il vincitore è determinato esclusivamente dalla sorte.

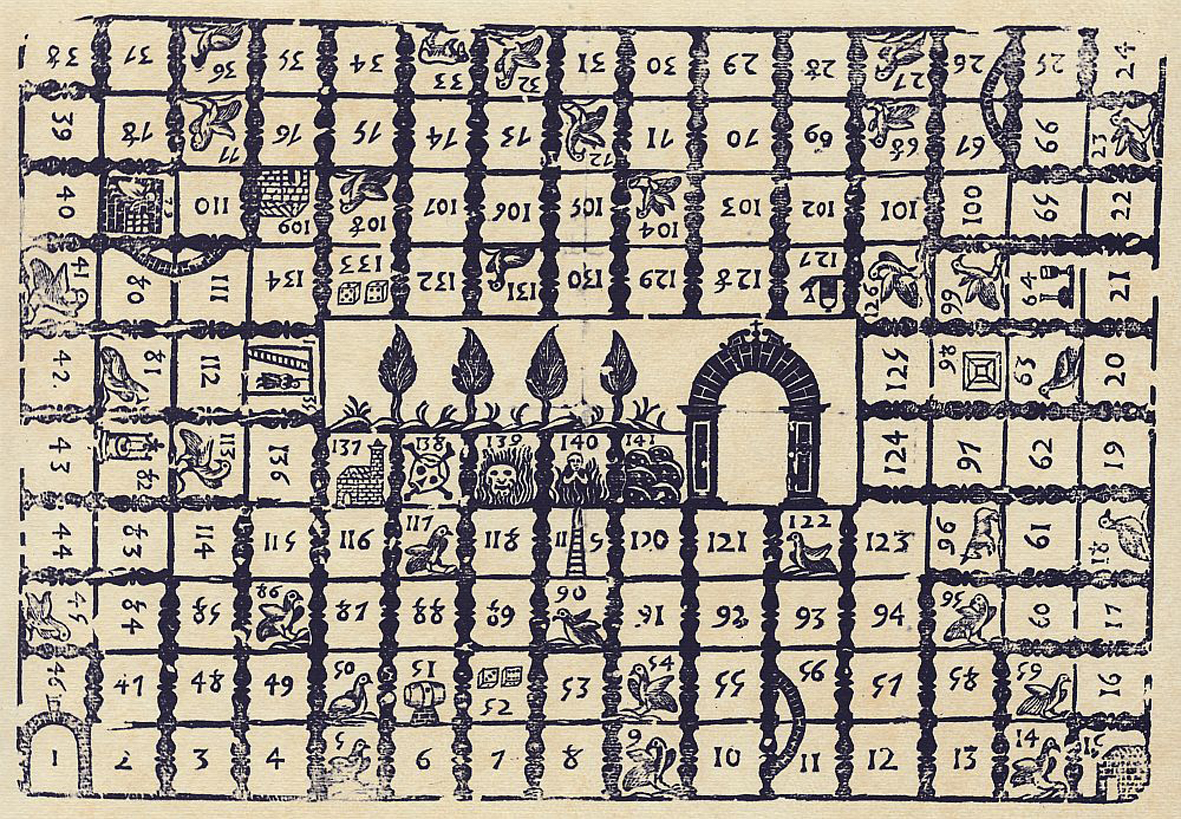
Versione del gioco del XVII secolo

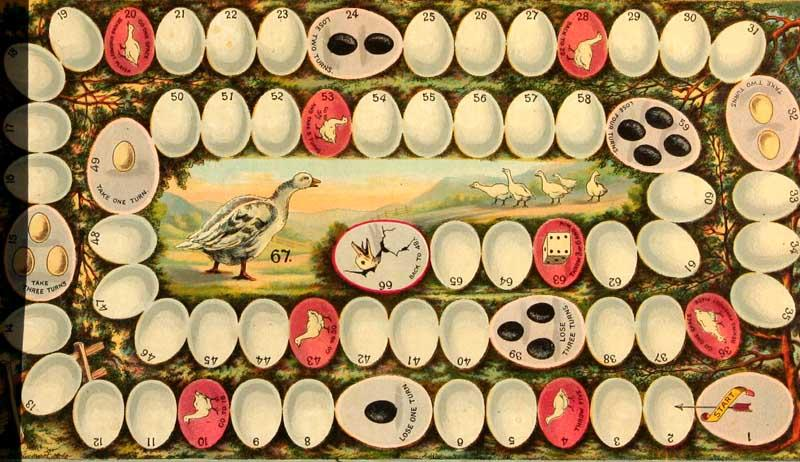
Versione del XIX secolo

## La versione tradizionale
Si gioca su un tavoliere sul quale è disegnato un percorso a spirale, generalmente sinistrorsa, composto da 63 caselle (talvolta questo numero sale fino a 90), contrassegnate con numeri o altri simboli. I giocatori iniziano con una pedina nella casella di partenza e, dopo aver pagato una posta pattuita, procedono a turno lungo il percorso di un numero di caselle ottenuto attraverso il lancio di una coppia di dadi. Lo scopo del gioco è raggiungere la casella centrale della spirale. Se la casella di arrivo è occupata dalla pedina di un altro giocatore, la pedina di arrivo prende il posto della pedina di partenza. 
Alcune caselle di arrivo hanno un effetto speciale. Nella versione tradizionale, le caselle che rappresentano oche (da cui il nome del gioco) consentono di spostarsi subito in avanti di un numero di caselle pari a quelle coperte dal movimento appena effettuato. Queste caselle sono collocate ogni nove caselle a partire dalle caselle 5 e 9. Per evitare che un giocatore con un lancio iniziale di 9 possa raggiungere immediatamente la casella 63 e quindi vincere, una regola impone che una combinazione di 6 e 3 sul lancio iniziale fa muovere la pedina del giocatore direttamente alla casella 26, mentre 5 e 4 alla casella 53.
Le altre caselle speciali sono le seguenti:
- alla casella 6 ("il ponte") si paga la posta e si va alla casella 12;
- alla casella 19 ("casa" o "locanda") si paga la posta e si rimane fermi per un turno;
- alle caselle 31 ("pozzo") e 52 ("prigione") si rimane fermi fino a quando non arriva nella casella un'altra pedina, che viene a sua volta "imprigionata";
- alla casella 42 ("labirinto") si paga la posta e si torna alla casella 39;
- alla casella 58 ("scheletro") si paga la posta e si ricomincia daccapo, dalla casella di partenza.

La casella d'arrivo 63 deve essere raggiunta con un lancio di dadi esatto; altrimenti, giunti in fondo, si retrocede dei punti in eccesso.

## Storia del gioco
Il gioco dell'oca, o giochi simili come scale e serpenti, sono fra i più semplici giochi di percorso, e quindi rappresentano i prototipi della categoria. Il concetto di gioco di percorso ha certamente origini molto antiche. Anche la numerazione delle caselle (presente in tutte le varianti tradizionali, incluso scale e serpenti), e l'applicazione di certe strutture numeriche (come la distanza fissa di 9 caselle fra le caselle con le oche), potrebbero avere significati dimenticati di tipo matematico o numerologico, alludendo al percorso iniziatico simboleggiato in alchimia dal serpente uroboro.
Il gioco dell'oca inteso nella forma moderna (con il percorso a spirale e le decorazioni tipiche) risale alla seconda metà del XVI secolo. Nel 1580 Francesco I de' Medici fece dono del Nuovo e molto dilettevole giuoco dell'oca a Filippo II Re di Spagna, il quale ne rimase affascinato. Le caselle della versione del Medici erano decorate con simboli che in parte sono rimasti nella tradizione: due dadi, un teschio, una coda, un ponte, un labirinto o un'oca. Il giuoco dell'oca era forse derivato da un gioco cinese Shing Kunt t'o ("la promozione dei mandarini"), in cui il tabellone era costituito da 99 caselle numerate disposte a spirale.
Alcuni storici credono che il gioco dell'oca abbia un antenato simile nell'Egitto dei faraoni. L'antico passatempo si chiamava Mehen, come un dio-serpente lì venerato: il percorso aveva infatti la forma di un rettile arrotolato, con le squame a fungere da caselle, mentre l'itinerario alludeva a un viaggio iniziatico.
All'inizio del XVII secolo apparvero in Inghilterra i primi tabelloni stampati, e rapidamente il gioco si diffuse in tutta Europa. La decorazione tradizionale fu spesso rielaborata con soggetti diversi; per esempio, esistono giochi dell'oca con soggetti di tipo politico (come la Rivoluzione francese) o letterario (episodi delle avventure di Don Chisciotte).

## Riferimenti nella cultura

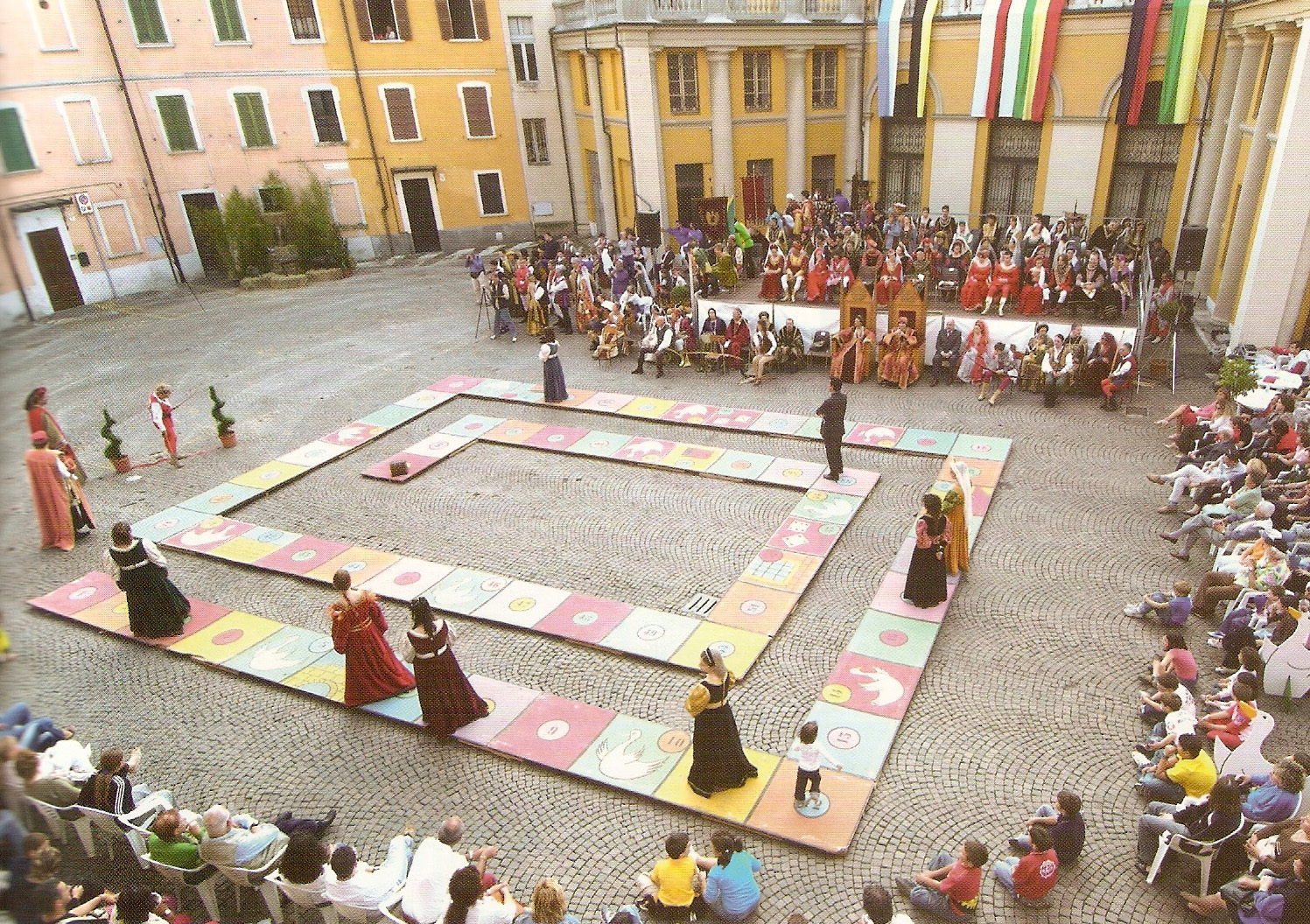
Il palio del gioco dell'oca di Mortara

Il gioco dell'oca, come in sostanza tutti i giochi di percorso, si presta a una lettura simbolica, già evidente nella scelta delle decorazioni della versione medicea, con i "pericoli" che rappresentano le difficoltà (fisiche e morali) della vita. Di conseguenza, il gioco viene talvolta citato con intento allegorico nella cultura e nelle arti.
Un riferimento celebre al gioco si trova nel romanzo Il testamento di uno stravagante di Jules Verne (1899). Vi si narra di un eccentrico testamento che mette in palio una straordinaria somma fra sette contendenti, costringendoli a una spericolata gara in cui gli Stati Uniti diventano un gigantesco tabellone del gioco dell'oca. Il legame con il gioco dell'oca non è noto a chi conosce questa storia solo attraverso i numerosi adattamenti cinematografici (tra gli ultimi, Rat Race) che non ne fanno menzione.